# 야미 (배우)
야미(본명: 권호길, 1984년 1월 11일 ~ )는 대한민국의 희극 배우이다.

## 경력
본명으로 2009년 SBS TV 프로그램 《웃찾사》에서 SBS 특채 개그맨 정식 데뷔하였다.

## 학력
- 경남정보대학 야간 중퇴

## 출연작

### 텔레비전 프로그램
- 웃찻사 (SBS)
- 코미디빅리그 (tvN)
  - 《공개구혼》
- 2023년 현재 '권호길2' 로 활동 중, 구독자 890명이고, 딸배하면서 신림동 지하 원룸서 불쌍하게 살고 있음